# Supatra Yompakdee
Supatra Yompakdee (taj. สุภัทรา ยมภักดี; ur. 22 maja 1962) – tajska judoczka. Olimpijka z Barcelony 1992, gdzie zajęła dziewiąte miejsce w wadze ciężkiej.

## Letnie Igrzyska Olimpijskie 1992
| Konkurencja | Eliminacje            | Eliminacje               | Repasaże               | Klas. końcowa |
| Konkurencja | Przeciwnik I          | Przeciwnik II            | Przeciwnik I           | Miejsce       |
| ----------- | --------------------- | ------------------------ | ---------------------- | ------------- |
| +72 kg      | Sangita Mehta (IND) Z | Estela Rodríguez (CUB) P | Beata Maksymow (POL) P | 9.            |